# Route nationale 730
Pour les articles homonymes, voir Route 730.
La route nationale 730 ou RN 730 était une route nationale française reliant Royan à Montpon-Ménestérol. À la suite de la réforme de 1972, elle a été déclassée en route départementale 730 (RD 730).

## Ancien tracé de Royan à Montpon-Ménéstérol (D 730)

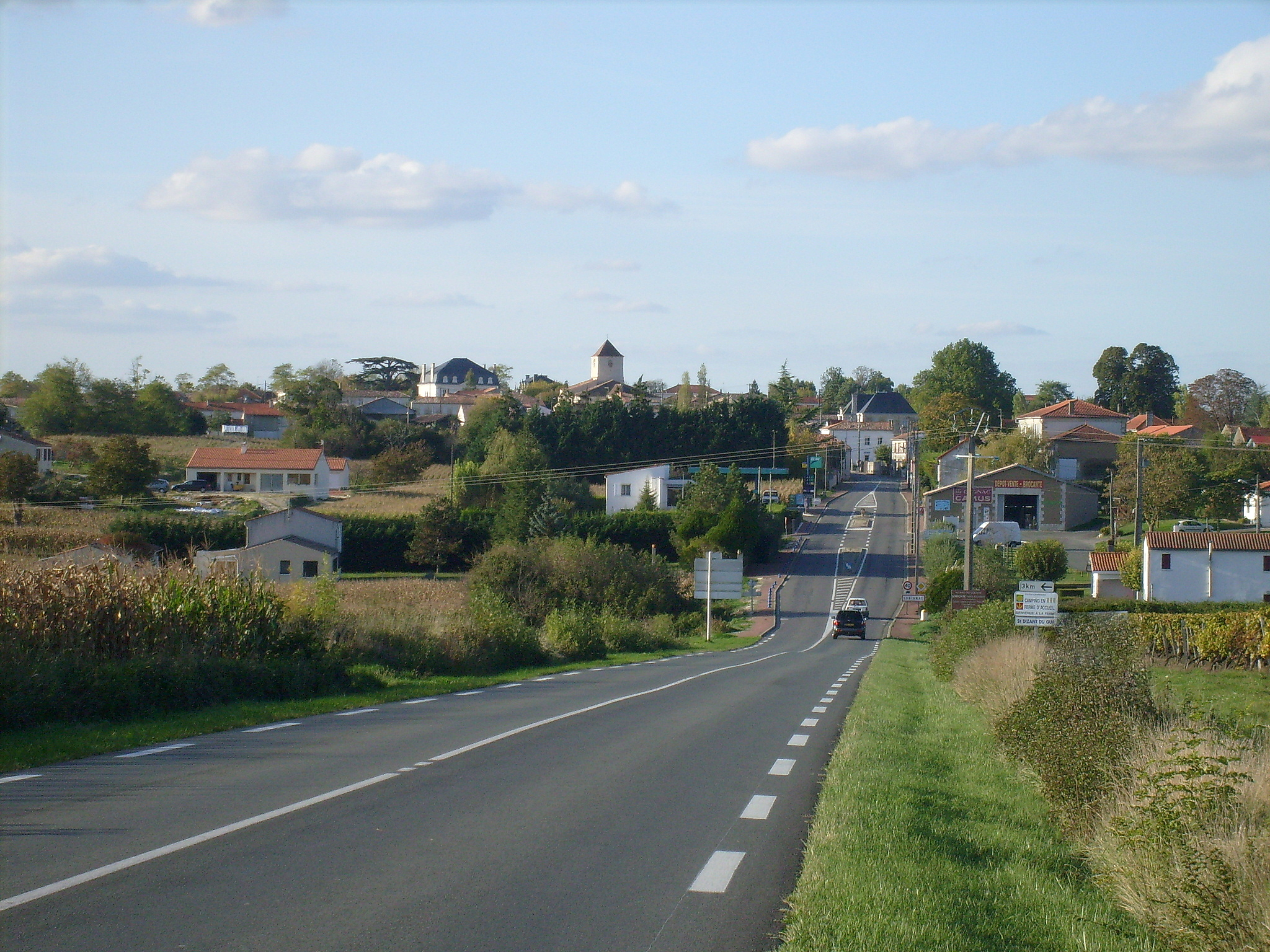
La route départementale 730 traversant Lorignac (entre Cozes et Saint-Ciers-du-Taillon).

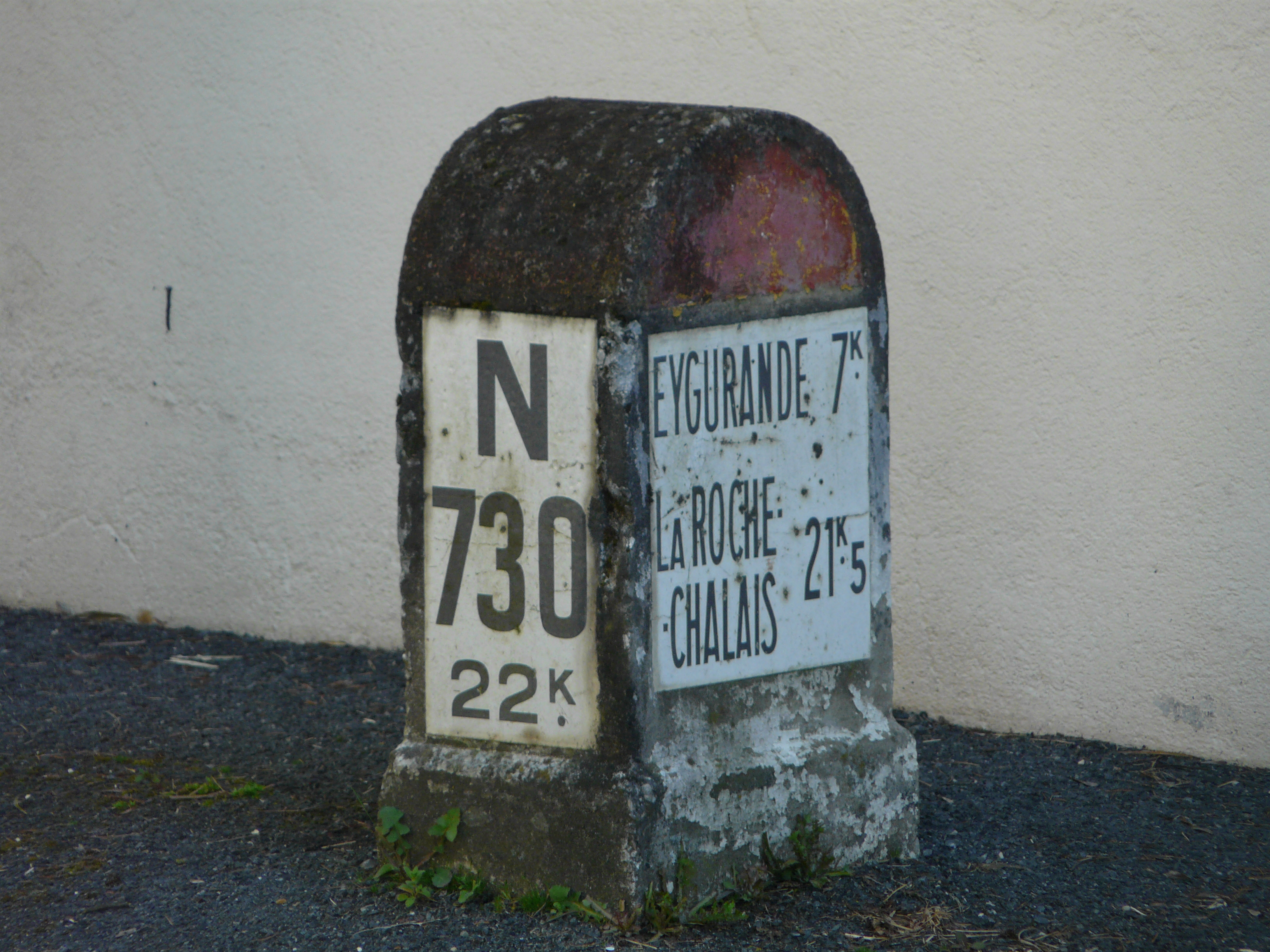
Ancienne borne kilométrique à Ménestérol.

- Royan
- Saint-Georges-de-Didonne
- Cozes
- Saint-Ciers-du-Taillon
- Semillac
- Mirambeau
- Soubran
- Courpignac
- Chamouillac
- Montendre
- Chepniers
- Montlieu-la-Garde
- Orignolles
- Saint-Martin-d'Ary
- Montguyon
- Saint-Aigulin
- La Roche-Chalais
- Eygurande-et-Gardedeuil
- Montpon-Ménestérol